# ESPN Baseball Tonight
ESPN Baseball Tonight är ett basebollspel till MS-DOS, SNES, Sega Mega Drive och Sega CD. Spelet licenserades av MLB, men inte av MLBPA, varför spelet innehåller de då aktuella lagen i seriespelet, men inte några spelarnamn.
Spelet var det första i en serie ESPN-sportspel, därefter följde ESPN Sunday Night NFL.

### Fotnoter
1. 1 2 3 4  ”Släppinformation (Super NES)”. GameFAQs. Arkiverad från originalet den 29 januari 2009. https://web.archive.org/web/20090129094426/http://www.gamefaqs.com/console/snes/data/588308.html. Läst 2 maj 2014.
2. 1 2  ”Släppinformation (Sega CD)”. Gamefaqs. Arkiverad från originalet den 5 juni 2012. https://web.archive.org/web/20120605214146/http://www.gamefaqs.com/segacd/916029-espn-baseball-tonight/data. Läst 2 maj 2014.
3. ↑  ”ESPN Baseball” (på svenska). Super Power (Solna) (7 1994). oktober 1994. Läst 2 maj 2014.
4. ↑  ”Släppinformation (MS-DOS)”. Gamefaqs. Arkiverad från originalet den 3 maj 2014. https://web.archive.org/web/20140503022716/http://www.gamefaqs.com/pc/564937-espn-baseball-tonight/data. Läst 2 maj 2014.
5. ↑  ”Släppinformation (Sega Genesis)”. Gamefaqs. Arkiverad från originalet den 7 december 2012. https://web.archive.org/web/20121207222859/http://www.gamefaqs.com/genesis/915786-espn-baseball-tonight/data. Läst 2 maj 2014.